# Ralph Nuzzo
Ralph G. Nuzzo, född 23 februari 1954 i Paterson, New Jersey är en amerikansk kemist.
Nuzzo studerade vid Rutgers University där han tog bachelorexamen (A.B.) 1976. Han blev Ph.D. i organisk kemi vid Massachusetts Institute of Technology 1980, där han hade George M. Whitesides som handledare. Han arbetade vid AT&T Bell Laboratories 1980-1991 och är sedan 1991 professor i kemi och materialteknik vid University of Illinois at Urbana-Champaign.
Nuzzos forskningsområde är materialkemi, framför allt med koppling till ytkemi och nanoteknik.
Nuzzo är ledamot av American Academy of Arts and Sciences sedan 2005.